# Super Mario Sunshine
Vous lisez un « bon article » labellisé en 2010.
Super Mario Sunshine (スーパーマリオサンシャイン, Sūpā Mario Sanshain) est un jeu vidéo de plates-formes développé par Nintendo EAD pour l'éditeur japonais Nintendo. Il sort sur la console de jeu GameCube au Japon le 19 juillet 2002, puis aux États-Unis le 26 août 2002 et enfin en Europe le 4 octobre 2002. Le jeu est aussi sorti sur Nintendo Switch le 18 septembre 2020 dans la collection Super Mario 3D All-Stars.
Cet épisode retrace les aventures du héros Mario sur l'île Delfino. Accompagné de la Princesse Peach, Papy Champi (qui fait ici sa première apparition) et de quelques Toads, pour ce qui devait être de simples vacances, il est de nouveau confronté à Bowser et Bowser Jr. (qui fait lui aussi sa première apparition). Pour les empêcher d'accomplir leurs plans, Mario se fait aider par J.E.T., un appareil créé par le professeur K. Tastroff de la série Luigi's Mansion.
Comme Super Mario 64 six ans auparavant, Super Mario Sunshine constitue l'épisode GameCube de la série principale Super Mario commencée en 1985. En septembre 2009, les ventes sont estimées à 6,3 millions d'unités.

## Trame

### Univers

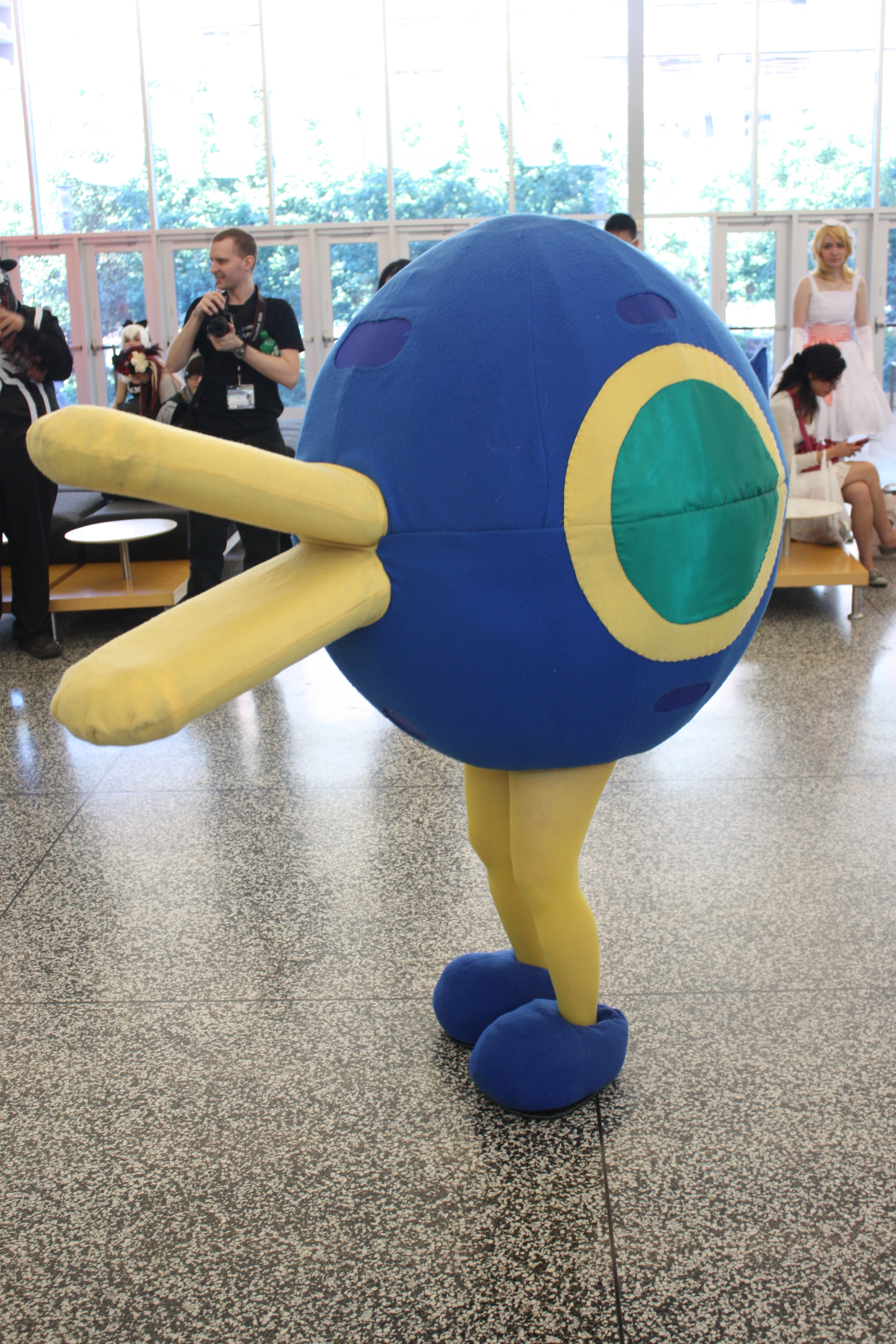
Cosplay de Catacouac à l'Otakuthon 2014, au Canada. Il s'agit d'un ennemi récurrent dans le jeu.

Super Mario Sunshine prend place dans un monde imaginaire exotique. L'histoire se déroule sur l'île Delfino, une île tropicale en forme de dauphin. Cette île ne fait pas partie du Royaume Champignon. Sa géographie est assez homogène : elle se compose de collines, d'un volcan, de falaises et de quelques petites plaines où se trouvent les plages et la majeure partie de la population. Cette population est essentiellement composée de deux espèces : les Piantas et les Noki.
Delfino est divisée en dix lieux : un aéroport, un volcan (le Mont Corona), une ville (Place Delfino), trois villages (Collines Bianco, Baie Noki et Village Pianta), un port (Port Ricco), un parc d'attractions (Parc Pinna), un hôtel situé sur la Plage Sirena et une plage (Gelato-les-Flots).
L'île est réputée pour son climat très favorable. Ce climat est dû à une multitude de soleils qui se concentrent autour de la Porte du Soleil située à Place Delfino. Leurs énergies se rassemblent et donnent ce temps ensoleillé. Delfino est donc l'endroit idéal pour se détendre et s'abandonner au farniente.

### Personnages
Le joueur contrôle Mario (doublage anglais : Charles Martinet). Lorsque le jeu débute, l'avion de Mario subit un atterrissage mouvementé. Sur la piste d'atterrissage, il découvre une substance mouvante qui a l'aspect d'une peinture. Plus loin, il fait la connaissance de J.E.T., un Jerrycan Expérimental Transformable qui est en fait une sorte de pompe à eau. Ce J.E.T. peut être considéré comme un outil par ses fonctions ou alors comme un personnage du fait qu'il parle et le joueur a la possibilité de le contrôler par le biais de Mario. Ainsi grâce à cette rencontre, Mario et J.E.T. vont pouvoir nettoyer l'aéroport.
Pour ses vacances, Mario est accompagné de Princesse Peach, l'héritière du trône du Royaume Champignon, Papy Champi, le fidèle majordome de la princesse et de cinq Toads (Toad Violet, Toad Vert, Toad Rouge, Toad Bleu et Toad Jaune), eux aussi sujets de la princesse.

### Histoire
Alors que Mario s'apprête à profiter de vacances paisibles sur l'île Delfino avec Peach, Papy Champi et les Toads, ils découvrent une île polluée et salie par des graffitis. À cause de cette pollution, les soleils (Shines sprites) ont disparu, ce qui plonge l'île dans l'ombre. Mario est arrêté car un délinquant a, sous son apparence, saccagé l'île en peignant des graffitis un peu partout. Mario est jugé et reconnu coupable. Il est alors condamné à faire des travaux d'intérêts généraux et à rétablir la tranquillité sur l'île sous peine de ne jamais en repartir. Pour la nettoyer, Mario est aidé par J.E.T., un canon à eau en forme de sac à dos.
Entretemps, la princesse Peach est enlevée par le mystérieux individu qui s'appelle Antimario qui est armé d'un pinceau inventé par les mains du Pr. K Tastroff et Mario doit la sauver. Il suit Antimario jusque sur l'île Pinna où est construit un parc d'attractions. Là, Mario doit faire face à un gigantesque robot en forme de Bowser. Après le combat, Antimario révèle sa véritable identité : il s'agit en fait de Bowser Jr., le fils de Bowser. Ce dernier a annoncé à son fils que Peach était en réalité sa mère même si cette question reste ambiguë. Bowser Jr. s'enfuit en ballon vers le Mont Corona. Mario aura de nouveau affaire à Bowser Jr. toujours déguisé en Antimario dans les autres endroits de l'île. L'affrontement final a lieu dans le volcan, Mario grimpe la cheminée puis il trouve Bowser dans une baignoire ainsi que son fils et Peach. Mario sauve Peach en détruisant les extrémités de la baignoire et tous tombent. On retrouve Mario et Peach sur un îlot, en face de Place Delfino, qui assistent au retour des soleils sur l'île. Durant la chute, J.E.T. sera endommagé mais ensuite réparé. Enfin, les vacances peuvent commencer pour Mario tandis que Bowser, de son côté, explique à son fils que Peach n'est pas réellement sa mère.

## Système de jeu

### Généralités
Le gameplay de Super Mario Sunshine ressemble beaucoup à celui de l'opus précédent, Super Mario 64, mais Mario peut utiliser de nouvelles fonctions comme l'attaque en vrille, qui lui permet de sauter et d'attaquer tout en tournant sur lui-même. Toutefois, les deux jeux n'ont aucun lien scénaristique. À la différence de Super Mario 64, dans Super Mario Sunshine, Mario dispose d'un Jerrican Expérimental Transformable (J.E.T.) sur son dos. Comme dans Super Mario 64, le joueur peut découvrir l'environnement dans toutes les directions sans limite de temps. Toutefois, l'environnement de Super Mario Sunshine est plus réaliste que dans son prédécesseur comme le montre certains éléments du décor (habitations, parc d'attractions, fruits, insectes...) et le fait que Mario peut avoir une insolation. Les niveaux regorgent d'ennemis qui attaquent Mario mais aussi de personnages qui aident Mario ou demandent un service.

### Mode de jeu et contrôles
Super Mario Sunshine est un jeu qui se joue en solo. L'écran d'accueil propose de choisir entre trois profils (A, B et C) qui permettent de jouer à trois parties différentes.
Dans ce jeu, Mario dispose de plusieurs mouvements distincts. La plupart des mouvements tire parti du stick analogique (par exemple, Mario marche ou court selon l'inclinaison du stick), du bouton A (ce bouton permet à Mario de sauter, nager...) et du bouton B (Mario peut parler, porter, lancer ou encore glisser). Il est possible d'exécuter des sauts spéciaux : le triple saut (consiste à sauter trois fois de suite), la roue ou les rebonds sur un mur qui lui permettent d'atteindre des endroits élevés. Il est possible de nager et de plonger avec le bouton B mais le joueur doit faire attention à surveiller sa réserve d'air. Mario peut aussi se servir de J.E.T. avec le bouton R.

### Pouvoirs
Mario ne possède aucune transformation mais J.E.T., la pompe à eau, en a quatre. Ces quatre fonctions sont appelées buses. La buse d'arrosage, qui est active en permanence chez J.E.T., permet de projeter de l'eau devant soi, à la manière d'un tuyau d'arrosage, et est utilisée principalement pour nettoyer les différents graffitis de l'île, et faire disparaître la boue souillant les niveaux. Elle peut aussi servir à tuer certains ennemis. Mais le J.E.T. a d'autres buses interchangeables. En effet, on peut utiliser, en plus de la buse d'arrosage, trois buses différentes : la première, l'Aérobuse, est disponible dès le début du jeu et permet à Mario de planer un court instant dans les airs ; la deuxième, la Catabuse, sert de réacteur vertical et permet de faire des sauts gigantesques et de détruire certains blocs ; la troisième enfin, la Turbobuse, est une autre sorte de réacteur, mais horizontal cette fois, donnant à Mario la possibilité de courir ou de nager très rapidement.
Sur l'île, Mario peut aussi chevaucher Yoshi en lui donnant le fruit qui est demandé. Yoshi peut ainsi cracher du jus. La couleur du dinosaure et de son jus diffère selon le fruit mangé. Ce jus peut servir à dissoudre des obstacles comme les substances orange et transformer les ennemis en plates-formes qui peuvent être utilisées comme ascenseurs suivant le fruit mangé. Yoshi disparaît quand il plonge dans une eau profonde ou lorsque son réservoir de nectar est vide.

### Niveaux
Le principe du jeu est d'alterner les différentes buses selon la situation et d'utiliser Yoshi pour atteindre de nouvelles zones dans les niveaux et récolter ainsi les 120 soleils.
Ces soleils sont équivalents aux étoiles de puissance de Super Mario 64 et le but du jeu est de tous les obtenir. Pour cela, le joueur peut se rendre librement et dans n'importe quel ordre dans les huit lieux de l'île, depuis Place Delfino. Chaque lieu est divisé en 8 épisodes, présentant chacun ses propres objectifs (généralement évoqués dans le titre de l'épisode) et donnant donc accès à un soleil distinct. Ces défis peuvent inclure un combat contre un boss, récupérer les huit pièces rouges, battre Antimario ou encore réussir une épreuve sans l'aide de J.E.T. Cependant, contrairement à Super Mario 64, il n'est plus possible de récupérer un soleil autre que celui sélectionné dans le menu de sélection des niveaux. De plus, le joueur devra collecter 100 pièces dans chaque lieu (y compris Place Delfino) et trouver les deux soleils cachés. D'autres soleils se trouvent en dehors des lieux (sur la Place Delfino, dans le Mont Corona, ou sur l'Aéroport) et sont accessibles selon des manières que doit découvrir le joueur. Il faut également retrouver les 240 pièces bleues qui ont été disséminées sur toute l'île. Ces pièces intéressent une certaine personne sur la Place Delfino qui les achète en l'échange d'un soleil. Il faut 10 pièces bleues pour obtenir un soleil.

## Développement

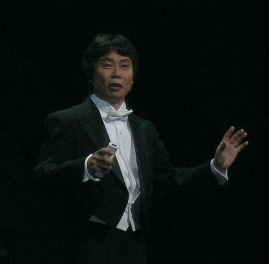
Shigeru Miyamoto, créateur de Mario et producteur de Super Mario Sunshine.

Une suite de Super Mario 64 était déjà en projet depuis plusieurs années. Super Mario 64 2 et Super Mario 128, dont les sorties ont été annulées, présentaient déjà quelques idées pour une suite de Super Mario 64. Certains éléments de Super Mario 128 ont été utilisées pour la conception de Super Mario Galaxy. Super Mario Sunshine a été présenté, pour la première fois, au Spaceworld 2001 puis a été présenté une nouvelle fois à l'E3 2002.

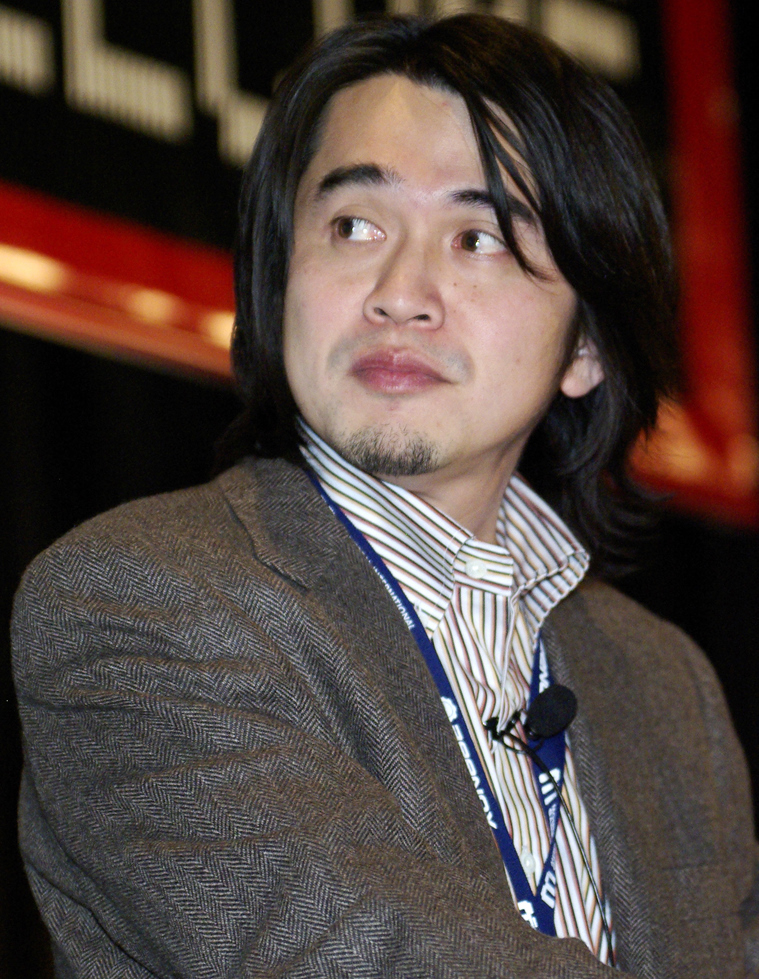
Yoshiaki Koizumi, coréalisateur de Super Mario Sunshine.

Au cours d'une interview avec le producteur Takashi Tezuka et les réalisateurs Yoshiaki Koizumi et Kenta Usui au sujet du développement de Super Mario Sunshine, ceux-ci disent qu'ils ont rapidement eu beaucoup d'idées comme de pouvoir nettoyer les graffitis ou de planer dans les airs. Certaines avaient déjà été évoquées dans The Legend of Zelda: Majora's Mask. Takashi Tezuka dit : « le concept a repris des éléments de Super Mario 64 en ajoutant leurs idées ». Les développeurs ont d'abord commencé par l'ajout d'une pompe à eau dans le gameplay. Il y avait dix sortes de buses à eau différentes, mais J.E.T. a été retenu en raison de sa convenance dans le décor du jeu bien qu'il ne soit pas le favori. Certains types de buses ont dû être retirés car ils ont créé la polémique aux États-Unis. Par ailleurs, certaines caractéristiques de Yoshi ont également été enlevées. Les développeurs ont aussi créé un univers quatre fois plus grand que dans Super Mario 64 et l'ont rendu plus réaliste.

### Équipe de développement
La musique a été composée par Koji Kondo et Shinobu Tanaka. Certaines pistes proviennent d'anciens jeux de Mario mais celles-ci ont été modifiées comme le thème Underground. Pour les voix dans Super Mario Sunshine, ce sont les acteurs habituels qui prêtent leur voix aux personnages. Ainsi, Charles Martinet a prêté sa voix à Mario et Papy Champi, Jen Taylor pour Peach et Toad, Scott Burns pour Bowser et Dolores Roger pour Bowser Jr..
Super Mario Sunshine est développé par le studio Nintendo EAD pour Nintendo. L'équipe complète comporte une centaine de membres environ. Les réalisateurs sont Yoshiaki Koizumi et Kenta Usui tandis que la production est dirigée par Shigeru Miyamoto et Takashi Tezuka. Futoshi Shirai dirige le map design et Koichi Hayashida l'équipe des programmeurs.

## Accueil

### Critiques
Super Mario Sunshine a reçu les éloges de la presse spécialisée. IGN a apprécié l'ajout d'un canon à eau pour améliorer le gameplay ; Mario n'a plus à attendre qu'une plate-forme arrive vers lui puis, il peut utiliser J.E.T.. GameSpy a ajouté une critique positive sur la conception du décor et des niveaux aux hauteurs. Le jeu a reçu une très bonne note de la part de Nintendo Power qui commente la qualité des graphismes, de la musique, de la mise en scène, des cinématiques et des énigmes. GamePro a également donné une note parfaite au jeu toujours pour la qualité des niveaux. L'Official Nintendo Magazine place le jeu à la 46e place parmi les 100 meilleurs jeux Nintendo de tous les temps.
Néanmoins, la presse a trouvé des inconvénients. GameSpot a critiqué le système de caméra et que le jeu peut parfois être  ennuyeux car il oblige à refaire les niveaux plusieurs fois pour finir le jeu. Il a également critiqué certains ajouts comme Yoshi qui « n'est pas très utile ». Il a critiqué les voix des personnages : la voix de Mario est limitée à des interjections, et les voix de Peach et des ennemis sont décevantes. Les voix des habitants sont elles aussi limitées à des interjections et des onomatopées alors qu'il aurait été plus agréable de les entendre parler.

### Ventes
Super Mario Sunshine a été un succès commercial à l'échelle du marché mais un échec au sein de la série, où il est à l'époque de sa sortie et jusqu'à celle de New Super Mario Bros. U (2012) l'un des jeux les moins vendus, deux fois moins que son prédécesseur Super Mario 64 et que son successeur sur console Super Mario Galaxy. Il a été vendu à près de 5,5 millions d'unités en juin 2006 puis 6,3 au 14 septembre 2009. Le jeu était en 2002, le dixième meilleur jeu vendu aux États-Unis selon le NPD Group.

## Héritage

### Nouveaux personnages

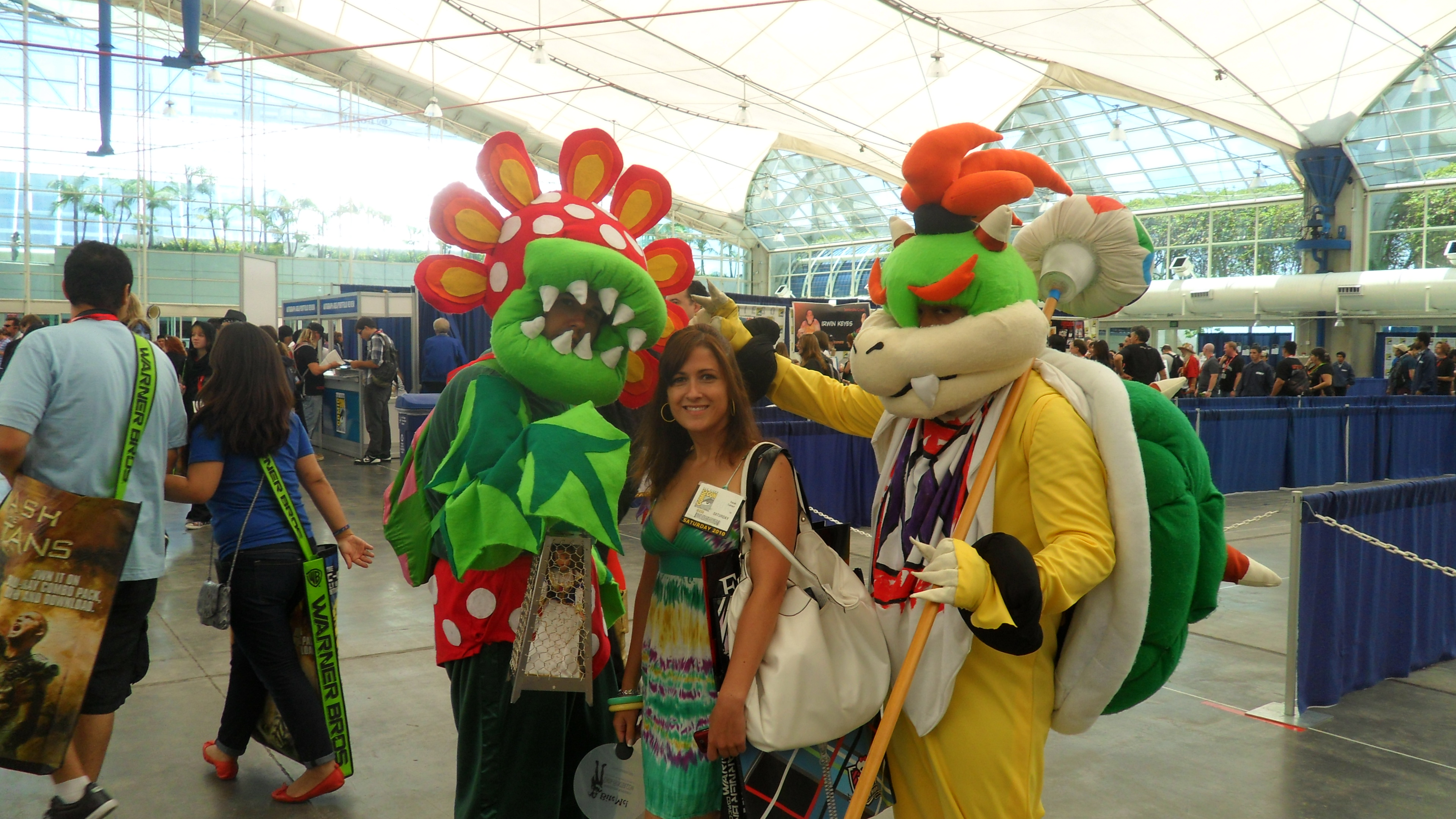
Cosplay de Flora Piranha et de Bowser Jr. à la Comic-On International 2010, aux États-Unis. Ces deux personnages font leur première apparition dans ce jeu.

Super Mario Sunshine présente de nouveaux personnages dans la série. Tout d'abord les habitants de l'île, Piantas et Nokis font ici leur première apparition. Les Piantas sont des montagnards forts, sociables et curieux. Les arbres sur leurs têtes les protègent du climat de l'île. Les Nokis sont recouverts par des coquilles qui sont les vestiges du temps où ils vivaient dans la barrière de corail. Ils s'occupent du Parc Pinna.
Bowser Jr. apparaît aussi dans ce volet, déguisé en Antimario. Il est devenu un personnage récurrent de la série principale en tant qu'adversaire (New Super Mario Bros. où il est l'antagoniste principal, New Super Mario Bros. Wii, Super Mario Galaxy, Super Mario Galaxy 2 et New Super Mario Bros. U) et dans les spin-off sportifs en tant que personnage jouable (dans la série des Mario Kart depuis Mario Kart: Double Dash!!, Mario Golf: Toadstool Tour, Mario Power Tennis, Mario Strikers Charged Football, Mario Super Sluggers ou encore Mario & Sonic aux Jeux Olympiques d'Hiver).
Ce fut la première apparition de Papy Champi, qui revient souvent dans les jeux sportifs en tant qu'arbitre (ou plus rarement jouable comme dans Super Mario Sluggers) et surtout dans la série des Mario & Luigi.
Flora Piranha, le boss des Collines Bianco, est devenue un personnage récurrent de l'univers de Mario. Il est devenu un personnage jouable dans Mario Kart: Double Dash!! avec pour partenaire le Roi Boo, et en tant que boss dans New Super Mario Bros., Mario et Luigi : Les Frères du temps, Super Smash Bros. Brawl ou encore Mario & Luigi: Paper Jam Bros..
J.E.T. réapparait en tant que mouvement d'attaque de Mario et en trophée dans Super Smash Bros. Brawl et sa suite, Super Smash Bros. for Nintendo 3DS / for Wii U.

### Postérité
Une réédition de Super Mario Sunshine intitulée Super Mario Sunshine (Player's Choice) est sortie en 2003. Le Player's Choice sélectionne les jeux les plus populaires et les vendent à des prix réduits.
Sur la console de la génération suivante, la Wii, Nintendo publie en 2007 une suite, Super Mario Galaxy, puis une autre, Super Mario Galaxy 2, sortie le 11 juin 2010. Le gameplay reste le même sauf que les développeurs ont cette fois-ci préféré des plates-formes de type sphériques qui ressemblent à des planètes. Ces éléments ont été introduits dans un décor ressemblant à l'espace puis la gravité a été ajoutée. Shigeru Miyamoto confirma lors de l'E3 2007, la sortie du jeu le 12 novembre 2007 en Amérique du Nord et quatre jours plus tard en Europe, c'est-à-dire le 16 novembre 2007. Super Mario Galaxy ne reprend aucune nouveauté de Super Mario Sunshine. Cependant dans Super Mario Galaxy 2, il est possible de chevaucher Yoshi (comme dans Super Mario World) et ce dernier peut manger des fruits (comme dans Super Mario Sunshine) qui lui donnent des capacités particulières,.
On peut également retrouver de nombreuses références à Super Mario Sunshine dans divers opus de la franchise Mario. Outre les personnages, nous retrouvons les Soleils dans des modes batailles de la série Mario Kart, ou dans les Mario RPG. Dans Paper Mario : La Porte millénaire, les Soleils servent à faire monter les partenaires en niveau. Dans Mario et Luigi : Les Frères du temps, ils servent à éclairer des zones sombres visitées par les bébés.
Certains lieux introduits postérieurement à Super Mario Sunshine se situerait sur l'île Delfino. Il s'agit de circuits de la série Mario Kart, avec le Quartier Delfino de Mario Kart DS, la Jetée Delfino de Mario Kart Wii ou encore l'Aéroport Azur de Mario Kart 8.
L'île Delfino apparaît en stage dans les séries Super Smash Bros. et Mario et Sonic aux Jeux olympiques. Elle apparaît également dans les mini-jeux de DK dans Mario Party 6 et Mario Power Tennis.
Le 3 septembre 2020, Super Mario Sunshine a été annoncé comme faisant partie d'une compilation de trois jeux de la série principale Super Mario en 3D, Super Mario 3D All-Stars, sur Nintendo Switch à l'occasion du trente-cinquième anniversaire de la franchise.